# Kevin Castillo
Pour les articles homonymes, voir Castillo.
Castillo  Miranda est un nom espagnol. Le premier nom de famille, en général paternel, est Castillo ; le second, en général maternel, souvent omis, est Miranda.
Kevin David Castillo Miranda, né le 15 novembre 2001 à Marsella, est un coureur cycliste colombien. Il est membre de l'équipe Sistecrédito.

## Biographie
Kevin Castillo est né à Marsella, dans une famille de paysans,. Passionné par le vélo, il pratique ce sport depuis son plus jeune âge. Il est formé au sein de la Ligue cycliste de Risaralda. Bon grimpeur, il se classe notamment dixième de la version junior du Tour de l'Équateur en 2019. Il obtient également quelques places d'honneur dans des courses par étapes colombiennes en 2021.
Repéré par le manager Gabriel Jaime Vélez, il intègre l'équipe Sistecrédito-GW en 2022. Sous ses nouvelles couleurs, il remporte une étape de la Vuelta de la Juventud. Lors de la saison 2023, il devient champion de Colombie sur route dans la catégorie des espoirs. La même année, il se classe huitième et meilleur jeune de la Clásica de Rionegro, ou encore dixième du Clásico RCN, face aux meilleurs cyclistes locaux. Il finit par ailleurs quinzième du Tour de Colombie, après avoir terminé dans le top dix de quatre étapes.
En 2024, il est deuxième de la Clásica de El Carmen de Viboral, mais aussi sixième et meilleur grimpeur de la Vuelta a Antioquia. Il améliore également son classement sur le Tour de Colombie en terminant onzième du classement général. Fin août, il remporte le Tour de la Guadeloupe classé à l'UCI.

## Palmarès sur route

### Palmarès par année
- 2022
  - 4e étape de la Vuelta de la Juventud
- 2023
  -  Champion de Colombie sur route espoirs
- 2024
  - Tour de la Guadeloupe  : 
    - Classement général
    - 4e étape

  - Clásico RCN :
    - Classement général
    - 4e, 5e, 6e et 8e étapes

  - 2e de la Clásica de El Carmen de Viboral
- 2025
  - 3e du championnat de Colombie sur route
  - 3e étape de la Clásica de Rionegro[4]

### Classements mondiaux
| Année                                 | 2023  | 2024  |
| ------------------------------------- | ----- | ----- |
| Classement mondial                    | 1114e | 1049e |
| UCI America Tour                      | 139e  | nc    |
|                                       |       |       |
| Légende : nc = non classéSource : UCI |       |       |

## Palmarès sur piste

### Championnats nationaux
- Medellín 2024
  -  Médaillé d'or de la course à l'américaine (avec Santiago Ramírez)[5].